# Lia-Olguța Vasilescu
Lia-Olguța Vasilescu (ur. 18 listopada 1974 w Krajowie) – rumuńska polityk i samorządowiec, parlamentarzystka, od 2017 do 2018 minister pracy i sprawiedliwości społecznej.

## Życiorys
Absolwentka romanistyki i italianistyki na Universitatea din Craiova (1997). W 2007 uzyskała doktorat z socjologii na Uniwersytecie Bukareszteńskim. W latach 1997–2000 pracowała w redakcji lokalnego czasopisma „Cuvântul Libertăţii”, od 1999 jako zastępczyni redaktora naczelnego. W 2009 została wykładowczynią na Universitatea de Vest din Timișoara.
W 1991 była wśród założycieli Partii Wielkiej Rumunii. W latach 2000–2004 pełniła funkcję przewodniczącej organizacji młodzieżowej tego ugrupowania. W 2000 i 2004 z ramienia tej partii uzyskiwała mandat posłanki do Izby Deputowanych z okręgu Dojl. W 2007 przeszła do Partii Socjaldemokratycznej, rok później z ramienia PSD została wybrana w skład Senatu. W 2012 wygrała wybory na urząd burmistrza Krajowy, stając się pierwszą w Rumunii kobietą kierującą administracją miasta będącego stolicą okręgu. W trakcie pełnienia funkcji burmistrza doprowadziła do budowy nowoczesnego stadionu piłkarskiego na ponad 30 000 widzów. Czteroletnią kadencję zakończyła w 2016, w tym samym roku powróciła w skład Izby Deputowanych.
W styczniu 2017 objęła stanowisko ministra pracy i sprawiedliwości społecznej w rządzie Sorina Grindeanu. Pozostała na nim również w powołanym w czerwcu tegoż roku gabinecie Mihaia Tudosego i w utworzonym w styczniu 2018 rządzie Vioriki Dăncili. Zakończyła urzędowanie w listopadzie 2018.
W 2020 ponownie wygrała wybory na urząd burmistrza Krajowy (reelekcja w 2024).

## Życie prywatne
Żona polityka Iuliana Claudiu Mandy.